# Terminio
A Terminio az olaszországi Picentini-hegység legmagasabb csúcsa Serino település mellett. Számos karsztforma jellemzi, ezek közül a legismertebb a Bocca del Dragone nevű, 670 méteren fekvő búvópatak. Lejtőjét két kisebb fennsík tagolja: 1230 m-en a Verteglie-fennsík, majd 1350 m-en a Rifugio Principe di Piemonte (a piemonti herceg búvóhelye). Dél-Olaszország egyik kedvenc kiránduló-célpontja elsősorban a hegy tetejéről nyíló kilátás miatt. 